# لس تابلاس (نیومکزیکو)
لس تابلاس (به انگلیسی: Las Tablas) یک منطقهٔ مسکونی در ایالات متحده آمریکا است که در نیومکزیکو واقع شده‌است. لس تابلاس ۲٬۲۹۳٫۹۵ متر بالاتر از سطح دریا قرار دارد.